# TAS1R1
Receptor ukusa tip 1 član 1 je protein koji je kod ljudi kodiran TAS1R1 genom.
Ovaj protein je G protein spregnuti receptor sa sedam trans membranskih domena. On je komponenta heterodimernog aminokiselinskog receptora ukusa T1R1+3. TAS1R1 protein nije funkcionalan izvan 1+3 heterodimera. Pokazano je da TAS1R1+3 receptor odgovara na L-kiseline, a ne na njihove D-enantiomere ili druga jedinjenja. Ova sposobnost vezivanja L-aminokiselina, a posebno L-glutamina, omogućava telu da oseti umami ukus. Višestruke transkriptne varijante koji kodiraju nekoliko različitih izoformi su poznate za ovaj gen. One mogu da doprinesu različitim pragovima ukusa pojedinih osoba za umami ukus.
TAS1R1 i TAS1R2 proteini se spontano aktiviraju u odsustvu njihovih ekstracelularnih domena i vezivanja liganda. Iz toga proizilazi da ekstracelularni domen reguliše funkciju receptora putem sprečavanja spontanog dejstva. Ligandi se vezuju za taj domen.

## Literatura
- Chandrashekar J, Hoon MA, Ryba NJ, Zuker CS (2007). „The receptors and cells for mammalian taste.”. Nature. 444 (7117): 288—94. PMID 17108952. doi:10.1038/nature05401.
- Hoon MA; Adler E; Lindemeier J;  . (1999). „Putative mammalian taste receptors: a class of taste-specific GPCRs with distinct topographic selectivity.”. Cell. 96 (4): 541—51. PMID 10052456. doi:10.1016/S0092-8674(00)80658-3.
- Makalowska I; Sood R; Faruque MU;  . (2002). „Identification of six novel genes by experimental validation of GeneMachine predicted genes.”. Gene. 284 (1-2): 203—13. PMID 11891061. doi:10.1016/S0378-1119(01)00897-6.
- Nelson G; Chandrashekar J; Hoon MA;  . (2002). „An amino-acid taste receptor.”. Nature. 416 (6877): 199—202. PMID 11894099. doi:10.1038/nature726.
- Li X; Staszewski L; Xu H;  . (2002). „Human receptors for sweet and umami taste.”. Proc. Natl. Acad. Sci. U.S.A. 99 (7): 4692—6. PMC 123709 . PMID 11917125. doi:10.1073/pnas.072090199.
- Liao J, Schultz PG (2003). „Three sweet receptor genes are clustered in human chromosome 1.”. Mamm. Genome. 14 (5): 291—301. PMID 12856281. doi:10.1007/s00335-002-2233-0.
- Xu H; Staszewski L; Tang H;  . (2005). „Different functional roles of T1R subunits in the heteromeric taste receptors.”. Proc. Natl. Acad. Sci. U.S.A. 101 (39): 14258—63. PMC 521102 . PMID 15353592. doi:10.1073/pnas.0404384101.
- Gregory SG; Barlow KF; McLay KE;  . (2006). „The DNA sequence and biological annotation of human chromosome 1.”. Nature. 441 (7091): 315—21. PMID 16710414. doi:10.1038/nature04727.
- Sainz E; Cavenagh MM; LopezJimenez ND;  . (2007). „The G-protein coupling properties of the human sweet and amino acid taste receptors.”. Dev Neurobiol. 67 (7): 948—59. PMID 17506496. doi:10.1002/dneu.20403.

## Spoljašnje veze
- TAS1R1 Gene
- TASTE RECEPTOR TYPE 1, MEMBER 1; TAS1R1